# 딥: 잠들면 죽는다
《딥: 잠들면 죽는다》(Deep)는 2021년 공개된 태국의 미스터리 SF 스릴러 드라마 영화이다.

## 출연

### 주연
- 파니사라 리쿨수라칸 : 제인 역
- 크리트 지라파타누옹 : 피치 역
- 카이 레르치티차이 : 윈 역
- 수파나리 수타비짓봉 : 친 역

### 조연
- 와리사라 지프리다사쿨 : 준 역